# Приклад Адамара
Приклад Адамара ілюструє можливість некоректної постановки класичної задачі Коші.
Розглянемо наступну задачу Коші для рівняння Лапласа:

{\displaystyle u_{tt}(x,t)=-u_{xx}(x,t),~t>0};
{\displaystyle u\mid _{t=0}=0,~~u_{t}\mid _{t=0}={\frac {1}{k}}\sin {kx}}.
Тоді нескладно показати, що розв'язком такого рівняння буде функція:

{\displaystyle u_{k}(x,t)={\frac {\operatorname {sh} \,kt}{k^{2}}}\sin {kx}}.
При {\displaystyle k\rightarrow +\infty } видно, що {\displaystyle {\frac {1}{k}}\sin {kx}\rightrightarrows 0} по {\displaystyle x}; звідси, розв'язок також повинен прямувати до нуля. Однак, у загальному випадку, коли {\displaystyle x\neq \pi n,n=0,\pm 1,\dots ,u_{k}(x,t)\not \to 0,~k\rightarrow \infty }. Тому, непервної залежності від початкових умов немає, і відповідно, задача поставлена некоректно.